# Saint-Pol-sur-Ternoise
 Saint-Pol-sur-Ternoise  [sɛ̃ pɔl syʁ tɛʁnwaz] (ndl.: „Sint Pauwels aan de Ternaas“) ist eine französische Gemeinde mit 4759 Einwohnern (Stand 1. Januar 2022) im Département Pas-de-Calais in der Region Hauts-de-France. Sie gehört zum Arrondissement Arras und ist Hauptort des Kantons Saint-Pol-sur-Ternoise. Die Stadt liegt am Ufer des Flusses Ternoise.

## Geschichte
Saint-Pol-sur-Ternoise war im Mittelalter das Zentrum der Grafschaft Saint-Pol.
Die Gegend von Saint-Pol war während der deutschen Besetzung im Zweiten Weltkrieg Standort deutscher Jagdflieger. Im Château des 5 km nordöstlich gelegenen Brias selbst waren ab Ende Mai 1940 verschiedene Führungsstäbe einquartiert und auf dem Feldflugplatz Saint Pol-Brias, der sich zwischen beiden Ortschaften direkt östlich der heutigen D 941 befand, lagen die den Geschwaderstäben zur Verfügung stehenden Jagdflugzeuge. Während der Luftschlacht um England wurde das Flugfeld von Anfang Juli bis Mitte November 1940 von den Bf 109E der III. Gruppe des Jagdgeschwaders 2 (III./JG 2) genutzt. Neben dem JG 2 war Saint-Pol unter anderem Standort von JG 3, JG 27 und JG 51.

## Bevölkerungsentwicklung
- 1962: 5193
- 1968: 5318
- 1975: 5717
- 1982: 5752
- 1990: 5215
- 1999: 5220

## Sehenswürdigkeiten (Monuments historiques)
- Ehemalige Kapelle der Sœurs Noires
- Château-Neuf und Vieux-Château
- Die Westfassade der Kirche

## Städtepartnerschaften
- Warstein, Deutschland, seit 1964
- Hebden Royd, Vereinigtes Königreich, seit 1981

## Persönlichkeiten
- Louis Albert Guislain Bacler d’Albe (1761–1824), Militärtopograph und Landschaftsmaler
- Pierre Repp (1909–1986), Schauspieler
- Jean Wadoux (* 1942), Leichtathlet